# Wim van Eekelen
Willem Frederik (Wim) van Eekelen (ur. 5 lutego 1931 w Utrechcie, zm. 25 czerwca 2025 w Hadze) – holenderski polityk i urzędnik państwowy i dyplomata, działacz partii Partii Ludowej na rzecz Wolności i Demokracji, członek obu izb Stanów Generalnych, od 1986 do 1988 minister obrony.

## Życiorys
Absolwent prawa na Uniwersytecie w Utrechcie, na którym kształcił się w latach 1949–1954. W międzyczasie studiował również politologię na Princeton University (z tytułem zawodowym Bachelor of Arts). Pracę zawodową rozpoczynał w dyplomacji, pracując na różnych stanowiskach w ambasadach Holandii w Nowym Delhi, Londynie i Akrze, a następnie w stałym przedstawicielstwie przy Radzie Północnoatlantyckiej w Brukseli. W latach 70. był urzędnikiem pracującym przy Europejskiej Współpracy Politycznej, a w latach 1974–1977 dyrektorem departamentu w Ministerstwie Spraw Zagranicznych.
Zaangażował się w działalność polityczną w ramach Partii Ludowej na rzecz Wolności i Demokracji. Z jej ramienia pełnił mandat deputowanego do Tweede Kamer w latach 1977–1978, 1981–1982, 1986. Od 1978 do 1981 był podsekretarzem stanu w resorcie obrony, od 1982 do 1986 zajmował stanowisko sekretarza stanu w MSZ, odpowiadając za sprawy współpracy europejskiej. Od czerwca 1986 do lipca 1988 sprawował urząd ministra obrony w gabinecie Ruuda Lubbersa. Od 1989 do 1994 pełnił funkcję sekretarza generalnego Unii Zachodnioeuropejskiej. W latach 1995–2003 był senatorem w Eerste Kamer, od 2001 do 2003 zajmował stanowisko pierwszego wiceprzewodniczącego tej izby. Jako zastępca członka reprezentował holenderską izbę wyższą w Konwencie Europejskim.

## Odznaczenia
- Oficer (1974) i Wielki Oficer (1988) Orderu Oranje-Nassau
- Kawaler (1981) i Komandor (1994) Orderu Lwa Niderlandzkiego
- Krzyż Komandorski Orderu Gwiazdy Rumunii (Rumunia, 2018)[3]